# 施永青
施永青（英語：Shih Wing Ching；1949年3月17日—），祖籍浙江寧波，出生于上海，两歲時到香港，是香港的知名地產代理商人，中原地產和中原集团的兩位創辦人之一兼董事局主席，统领中国内地、香港、澳门三地分公司一千余间，员工两万多名。他亦是免費報紙《am730》創辦人、主要投資者、專欄作者。施永青現為悅傳媒青少年大使計劃榮譽顧問及曾任香港房屋委员会成员、香港策略发展委员会委员、香港地产代理监管局成员等公职，並於1994年創立施永青基金有限公司。

## 背景
施永青生於上海，两歲到香港，一家六口住在九龍青山道的工人宿舍，宿舍的樓下是貨倉。施永青有三兄弟，自己排行第一。整家人以做塑料、織毛衣來幫補家計。施永青曾入讀3所小學，在香島中學（小學部；1959年至1962年）就讀小四至小六，在新法書院就讀中一至中四，其時曾信奉马克思列宁主义、毛澤東思想。但他讀至1966年中四時因為在校內組織讀書會宣傳左派思想而被踢出校。他後來於1967年轉到展明書院完成中五課程，1968年畢業。由於施永青的成績一般，也沒有錢升讀大學，於是到昔日位於啟德機場的遠東航空學校進修。他畢業後曾在1968年至1976年期間於左派學校重生中學任教八年。1976年認識时為托洛茨基主義者的梁國雄，并短暫加入革命马克思主义者同盟。文化大革命结束後，脫離左派活动並辭去教師工作，轉投香港一著名地產發展公司任職樓宇租賃及銷售工作。
1978年，憑藉兩年在地產公司的任職經驗，他與其新法書院同學王文彥共同創立中原地產。施永青表示，他在中原地产实施「333制」，即职工、股东、公司发展各分利润三成，称要让劳动者同样分享成果；又认为，如果自己方法有效增进生产力，其他公司也会效法，他称之为借用了「达尔文主义」的方法。
2001年，有鑑於主要對手美聯物業於2000年收購香港置業，收購陷入財困的利嘉閣以擴大市場佔有率。
多年來在大眾傳播媒體上頗為活躍，包括在香港報章寫專欄，為電台主持節目，並参與香港亞洲電視及有線電視的清談節目等。2005年投資出版免費報章《am730》，每日撰寫專欄「C觀點」，議論時事，分享營商心得及人生歷練，包括其支持自由市場，以及以道家「無為而治」理念管理業務等主張。
2011年元旦，他卸任中原集團董事局主席一職，進入半退休狀態，改由原董事局副主席黎明楷出任主席，自己則保留中原地產董事一職，在公司重大決策時仍發揮一定影響力。惟事隔不足5年，因中國內地業務競爭太劇烈，原屬中國部主管的中原主席黎明楷決定專注做回原職，並邀請施永青於2015年12月1日重掌集團主席一職分擔工作。
中原集團董事會在2018年12月宣布施俊嶸及施慧勤分別出任中原副主席與利嘉閣主席的職務，施永青表示自己則於2019年3月之後慢慢在中原集團淡出。2019年9月，施永青個人及中原等公司投資2億元成立「HOUSE730」網上放盤平台，推動地產行業電子化 

## 個人生活
施永青已婚，有2女1子，兒子施俊嶸（Alex）曾公開表示會在退休後將所有財產捐出作慈善用途，並於1976年及2011年參加維港渡海泳。2018年12月，中原集團董事會宣布，施俊嶸自2019年1月起任中原副主席，施永青的大女兒施慧勤（Janet）升為利嘉閣主席。施慧勤於2008年在英國劍橋大學經濟系一級榮譽畢業。

## 政治观点
中原地產進軍內地市場已久，施永青有時也批評北京當局，他解釋：「如果批評令它有所改善，當然批評。我認為六四鎮壓青年學生不對，不止是錯，更加是罪，但每年搞六四（支聯會舉辦維園燭光晚會），我認為他們只不過按時按候展示貞操帶，讓人知道他們仍帶着貞操帶，有何意思？何謂平反六四？要共產黨說了才可平反麼？人民說了算還是共產黨說了算？」
对于资本的寻租行为，身为帮助无数人买楼致富的中原地产创办人，施永青却嗤之以鼻，认为「买楼收租」是不劳而获。施永青认为，实现政治民主是实现经济民主的先决条件，「所以他们（泛民）经常说恶法，最大的恶法其实是公司法，公司的决策管理由股东选出董事会把持。有出息就不应该满足于争取最低工资和每几年又一次票的政治民主。」
施永青说：「苏联解体之后，很多人相信福山所说，以为那是历史的终结，我就觉得资本主义都有很多问题存在......我觉得马克思对资本主义的批判是成立的。 」他认为，《资本论》中所洞悉的最大问题——剥削与分配不公依然存在，「劳动才是创造这个世界，纯粹资本是不会增值的的嘛。」
施永青認為「中國的改革開放能進行得這麼順利，離不開香港的積極配合。沒有香港的企業家，在資金、技術、管理，以至在企業精神上的投入，中國的經濟改革沒有條件起步得這麼快。珠三角地區在初段發展得比全國都要好，香港功不可沒。」
施永青認為在香港參加議會下的政治活動，一定要先認同憲政基礎，即《基本法》及一國兩制，如果連這一點也不接受，堅持要「推翻一國兩制」或者「結束一黨專政」，去議會是「死路一條」。而「五大訴求」這些目標，不是在議會內爭取到。對於改革後的選舉制度，他直言不滿意，連評論的興趣也沒有。他認為最新的政治制度目的是讓中央安心，不會選出無法接受的人選，但直言與之前的選舉制度比較，投票人的選擇權窄了，形容中央為了達到篩選愛國者的目標，放棄了其他目標，又認為有民眾參與的制度是必須的。另外，人大通過831決定給出一人一票的方案，他認為這是「非常難得」，惟因「反對派」最終未能成事。但它反映了未來選舉制度的空間，民主派仍可在現有基礎上慢慢爭取提高選舉制度的民主成分。

## 争议
2021年5月，中国大陸宣布实施三孩政策后，施永青于5月17日发表于《am730》上的专栏文章《如何解决生育率不断下降的问题》随即在中国大陆社交平台上被广泛传播，文中提出的观点“建议生育两个孩子后才有权使用避孕产品”引起内地网民的不满和批评。
因為少年時的陰影，施永青對聖誕節反感，別人跟他講聖誕快樂時，他的反應被指過份激烈。
施曾在旗下媒體指出香港該走的一條路，鄧小平早於回歸前已設計好，就是繼續實行資本主義制度，不宜滲入太多社會主義成份，因為金融體制只能在資本主義社會才能發展。當資本主義發展至最高階段，才能為金融體制打好根基。

## 對樓市的言論
2023年12月，施永青在接受《香港01》專訪時形容，2023年樓市充滿挑戰，香港及內地房地產市場持續下滑，是「百年一遇的大變局」，他更直言內地發展商「團滅」，儼如種族滅絕，導致過往盈利變「紙上富貴」，並預計中原地產過期未收的逾10億元佣金，將會變成壞帳。
2024年2月20日，施永青在中原集團新春記者招待會中，指出香港的房地產市場已經有「好明顯的轉變」，過去兩三年樓市交投量是過去三十年最低，他認為今年的政府財政預算案應該直接「撤辣」，而不是只「減辣」，並應有措施向市場引入資金。
2024年5月3日， 施在旗下免費報章《AM 730》的專欄中指出，樓市及時全面撤辣為政府近年一項收效明顯的佳績，不到一星期市場氣氛已扭轉；並指出撤辣後本港一﹑二手樓市亦受惠。不過他提醒政府不可掉以輕心，世上存在著一股惡勢力，不希望香港欣欣向榮，而是希望香港走向沒落頹敗。最能反映香港正在沒落，莫如香港樓市拾級而下。
施永青於2024年8月14日提到，銀行在沒必要情況下收緊流入房地產市場資金，實屬損人不利己之舉動，因為流入的資金少了，樓價自然向下，令銀行之前接受的抵押品都出現貶值，變成資不抵債。這種情況還可以造成惡性循環，令社會進入通縮。故他認為，金管局有必要給銀行指引，以確保金融系統不會因此而受到傷害。
施永青亦呼籲中資銀行在金管局出手前率先行動，積極進取搶佔樓按市場。他認為，中資銀行不是一般的商業機構，而是國家機構，有責任為穩定香港的局面作出貢獻。「如果他們肯趁別的銀行猶豫的時候，積極進取一些，那就除了可為國家起中流砥柱的作用外，還可以在市佔率方面，大幅反超他們的傳統對手，實行彎道超車。」
2024年9月6日，施再於其經營的報章專欄指出中央政府應該重新肯定，用房地產作為儲存財富的模式是一種正當的行為，政府不但不應橫加限制，有時還可以予以一定的鼓勵。如豁免稅費等。只有這樣，大量內地的民間資金才會重新流入房地產市場，令房地產的低潮早日過去。

## 興趣
施永青對學術活動颇有興趣，參與不少學術組織，也為香港大專院校及各類團體演講授課，議題廣泛，涉足地產、經濟、哲學和政治等。

## 公職
- 香港房屋委員會資助房屋小組委員（页面存档备份，存于）
- 香港樂施會理事
- 香港小交響樂團董事局主席

## 家庭
- 施俊嶸（1988年-）：兒子 - 中原數據科技董事兼主席助理，中原集團副主席（2019年1月生效）
- 施慧勤（1987年-）：女兒 - 中原集團董事，利嘉閣地產與中原集團子公司主席（2019年1月生效）

## 外部連結
- 施永青．C觀點 （页面存档备份，存于）
- 施永青觀點 Archives | 灼見名家 (master-insight.com) （页面存档备份，存于）
- 中原回案 施永青助調查《香港文匯報》2006年10月17日
- 64289 Shihwingching 的軌道數據，美國噴射推進實驗室(JPL)網站（页面存档备份，存于）
- 中環在線：施永青鋪路接班　仔女任高層 - 李華華（页面存档备份，存于）
- 中原施永青大女施慧勤 2018年為利嘉閣作改革 （页面存档备份，存于）

| 商界職務      | 商界職務                         | 商界職務      |
| ------------- | -------------------------------- | ------------- |
| 新頭銜        | 中原集團董事局主席 1978年—2010年 | 繼任： 黎明楷 |
| 前任： 黎明楷 | 中原集團董事局主席 2015年—       | 繼任： 現任   |